# Lammermuir Hills
Lammermuir Hills är kullar i Storbritannien.   De ligger i riksdelen Skottland, i den centrala delen av landet, 500 km norr om huvudstaden London.
Lammermuir Hills sträcker sig 36 km i öst-västlig riktning. Den högsta toppen är Meikle Says Law, 535 meter över havet.
Topografiskt ingår följande toppar i Lammermuir Hills:
- Lammer Law
- Meikle Says Law